# Denis Ten

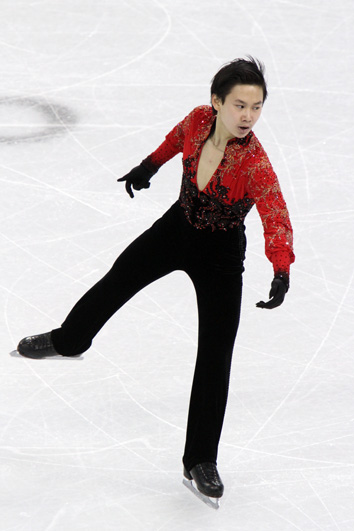
Denis Ten během soutěže na ZOH 2010

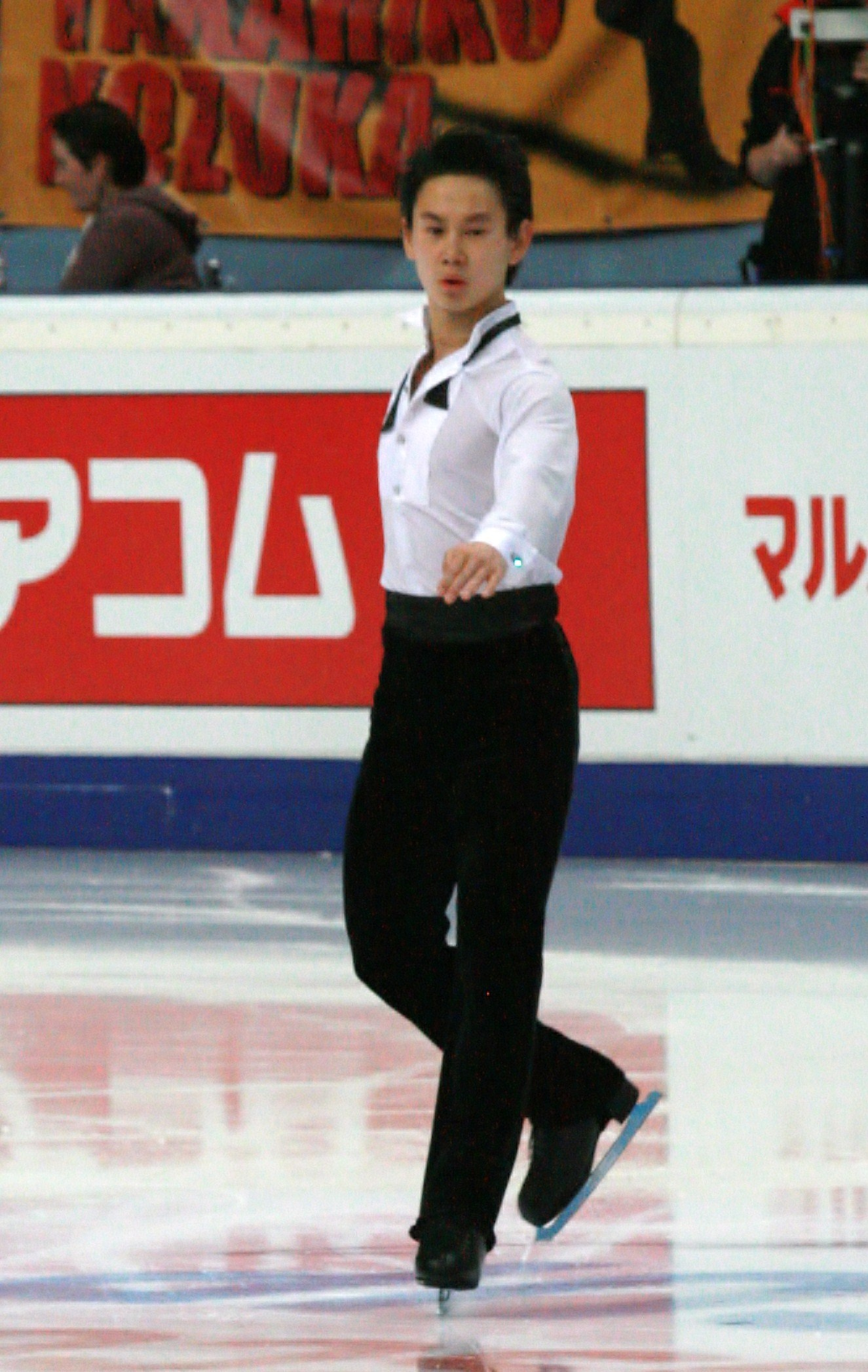
Denis Ten na soutěži "Rostelecom Cup" v roce 2012

Denis Jurjevič Ten (kazašsky Денис Юрьевич Тен, 13. červen 1993, Almaty – 19. července 2018, Almaty) byl kazašský krasobruslař soutěžící v mužské sólové kategorii. Byl bronzový olympijský medailista z roku 2014, stříbrný medailista z Mistrovství světa 2013, bronzový medailista z MS 2015, vítěz mistrovství čtyř kontinentů 2015, vítěz Zimních asijských her 2011 a osminásobný mistr Kazachstánu (2006, 2010, 2012–2017).
Ten byl prvním krasobruslařem z Kazachstánu, který zvítězil na soutěži Mezinárodní bruslařské unie (Grand Prix juniorů v krasobruslení 2008), a prvním kazašským olympijským medailistou v krasobruslení.
Zemřel v nemocnici na následky útoku dvou zlodějů, kteří ho vážně zranili nožem na ulici v Almaty.

## Život
Denis Ten se narodil v kazašské Alma-Atě, ale měl korejskou národnost (patří ke skupině ruských Korejců Korjo-saram). Jeho praprapradědeček Min Keung-ho byl významným generálem Korejského císařství. Ke krasobruslení ho přivedla matka, která hledala pro syna sport, který by se dal skloubit se školním vyučováním. Navštěvoval hudební školu a kromě krasobruslení se věnoval sborovému zpěvu. Se svým sborem získal stříbrnou medaili na Olympiádě sborového zpěvu v jihokorejském Pusanu v roce 2002. Intenzivně se však nemohl věnovat oběma zálibám, a proto si vybral krasobruslení.
Jeho první trenérkou byla Ajguľ Kuanyševová, později si ho vybrala Jelena Bujanovová Vodorezovová a pozvala ho k sobě do tréninkového centra blízko Moskvy. Tam v klubu CSKA trénoval pod jejím vedením od svých deseti let. V roce 2006 ve věku 12 let vyhrál seniorské mistrovství Kazachstánu, ale mezinárodních soutěží se kvůli věkové hranici Mezinárodní bruslařské unie (13 let) ještě nemohl zúčastnit.
Měl staršího bratra Alexeje. Od roku 2004 žil a trénoval v Moskvě, v roce 2010 se přestěhoval do Kalifornie. Během jeho pobytu mimo domov jej doprovázela matka, zatímco otec s bratrem žili v Kazachstánu.
Ten hovořil plynně rusky a protože je to jeden z úředních jazyků Kazachstánu, považoval ruštinu za svou rodnou řeč.

## Kariéra

### Sezóna 2006/2007
V sezóně 2006/2007 se třináctiletý Ten poprvé mohl představit na mezinárodní juniorské soutěžní scéně. Debutoval 5. října 2006 na soutěži série "ISU Grand Prix juniorů" v nizozemském Haagu. Umístil se na čtrnáctém místě v krátkém programu a na sedmém ve volných jízdách, celkově skončil desátý. V listopadu téhož roku se zúčastnil i soutěže "Coupe Internationale de la Ville de Nice" ve francouzském Nice v nováčkovské sekci, kde zvítězil s náskokem 4,18 bodu před stříbrným Rusem Arturem Gačinským.
V únoru 2007 Ten vyhrál "Dragon Trophy" ve slovinském hlavním městě Lublaň. Později ve stejném měsíci se zúčastnil juniorského mistrovství světa 2007 v Oberstdorfu. Po krátkém programu byl na 26. místě a o 0,44 bodu mu utekl postup z kvalifikace do volných jízd. Svou první mezinárodní sezónu Ten skončil na soutěži "Haabersti Cup" v estonském Tallinnu, kde zvítězil o 16,34 bodu za stříbrným domácím reprezentantem Viktorem Romanenkovem.

### Sezóna 2007/2008
Následující sezónu Ten začal účastí na soutěžích juniorské série "ISU Grand Prix". V září 2007 se zúčastnil soutěže v rumunském Miercurea Ciuc, kde skončil na celkovém šestém místě, 5,09 bodu za bronzovým medailistou Takahito Murom. Na druhém závodě o dva týdny později v Tallinnu skončil desátý v krátkém programu, i v konečném pořadí. Celkově skončil v žebříčku Junior Grand Prix pro sezónu 2007/2008 na 31. místě.
V listopadu soutěžil na "NRW Trophy" v juniorské kategorii, vyhrál obě části soutěže a získal zlatou medaili s náskokem 22,59 bodu před stříbrným Gordejom Gorškovom z Ruska.
V únoru 2008 se Ten zúčastnil Mistrovství světa juniorů 2008 v Bulharsku a po 8. místě v krátkém programu a 19. místě ve volných jízdách skončil na konečném 16. místě. Díky svému umístění na mistrovství světa získal Ten právo nominace jednoho soutěžícího do každé soutěže Grand Prix juniorů v následující sezóně pro Kazachstán.

### Sezóna 2008/2009

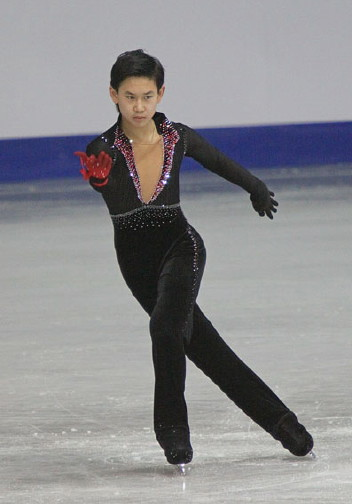
Ten na Mistrovství světa juniorů 2009

Ten začal svou sezónu 2008/2009 na závodě ve městě Courchevel ve Francii, kde získal celkové výborné 4. místo se ztrátou 7,82 bodu na bronzového medailistu Florenta Amodia. Ve své volné jízdě skočil čistý trojitý Axel. Dosaženým 4. místem Ten získal šanci kvalifikovat se do soutěže "Finále Grand Prix". O měsíc později se zúčastnil své druhé soutěže série Grand Prix juniorů v běloruském městě Homel. V krátkém programu skočil čtyři trojité skoky, včetně Axela, ve volné jízdě dokonce šest trojitých skoků. Soutěž vyhrál s náskokem 4,60 bodu před Číňanem Jang Čchao. Díky vítězství se Ten stal prvním krasobruslařem z Kazachstánu, který získal medaili na akci Mezinárodní bruslařské unie a zároveň prvním, který se kvalifikoval do soutěže "Finále Grand Prix juniorů".
Ten původně plánoval svůj seniorský debut na mezinárodní scéně na Memoriálu Ondreje Nepely v Bratislavě koncem listopadu 2008. Nakonec ale ze soutěže odstoupil před krátkým programem a nesoutěžil.
V prosinci 2008 se Ten zúčastnil "Finále Grand Prix juniorů" v jihokorejském Soulu. V krátkém programu skočil trojitý Axel, ale spadl při kombinaci skoků a nedokončil jízdu, kvůli čemuž byl průběžně na sedmém místě. Ve volné jízdě skočil kombinaci trojitého Axela s dvojitým Toeloopomem a dalších šest trojitých skoků, což mu zajistilo 3. místo a celkové 5. místo.
Svůj seniorský debut nakonec Ten jako patnáctiletý absolvoval na Mistrovství čtyř kontinentů 2009 v kanadském Vancouveru v únoru 2009. Celkově obsadil 9. místo.
O dva týdny později Ten soutěžil na Mistrovství světa juniorů 2009 a skončil na 4. místě, pouze 0,63 bodu za bronzovým medailistou Grigorievem.
Sezónu Ten ukončil na Mistrovství světa 2009 jako nejmladší účastník mužské soutěže. Ten obsadil celkově 8. místo a získal historicky poprvé dvě místenky do olympijské soutěže mužů pro Kazachstán.

### Sezóna 2009/2010
Ten vyhrál soutěž "Golden Spin of Zagreb 2009" a skončil čtvrtý na soutěži "NRW Trophy 2009". Svůj seniorský debut na soutěžích série "Grand Prix" absolvoval na soutěžích "Cup of China 2009" a "Skate Canada International 2009", kde obsadil desáté (Cup of China; 182,63 bodu) a sedmé místo (Skate Canada; 193,33 bodu).
Na Mistrovství čtyř kontinentů 2010 byl po krátkém programu čtvrtý, ale po dvou pádech ve volné jízdě skončil na celkovém desátém místě se skóre 172,65 bodu.
Vrcholem sezóny 2009/2010 byly Zimní olympijské hry 2010, na kterých Ten dosáhl na jedenácté místo s bodovým skóre 211,25. Závěrečnou vrcholovou akcí sezóny bylo Mistrovství světa 2010, na kterém skončil třináctý s 202,46 body. Pro následující mistrovství světa oznámil Ten změnu trenéra a přestěhoval se s matkou do Kalifornie. Jeho novým trenérem se stal Frank Carroll. Zároveň Ten oznámil spolupráci s Rafaelem Arutjunjanem.

### Sezóna 2010/2011
V sezóně 2010/2011 se Ten zúčastnil dvou soutěží série "Grand Prix" (NHK Trophy 2010 a Skate America 2010), v nichž skončil na jedenáctém (NHK Trophy) a dvanáctém místě (Skate America). Zlatou medaili získal na domácí půdě na Zimních asijských hrách 2011 v Astaně v únoru 2011.

### Sezóna 2011/2012
Ten se umístil na pátém místě na obou akcích série "Grand Prix" (Skate America 2011 a Skate Canada International 2011). Na Mistrovství světa 2012 v Nice Ten skončil na 7. místě, což bylo jeho dosud nejvyšší umístění na mistrovství světa.

### Sezóna 2012/2013
V sezóně 2012/2013 se Ten umístil na 6. místě na "Skate Canada International 2012", na 9. místě na "Rostelecom Cup 2012" a na Mistrovství čtyř kontinentů 2013 skončil dvanáctý. Na Mistrovství světa 2013 zlepšil Ten svůj osobní rekord v krátkém programu (91,56) i ve volné jízdě (174,92). Nakonec vyhrál stříbrnou medaili s celkovým skóre 266,48 bodu, což bylo pouze o 1,3 bodu méně než vítěz Patrick Chan. Denis Ten se stal prvním krasobruslařem z Kazachstánu, který získal medaili na mistrovství světa v krasobruslení.
V červnu 2013 se Ten s trenérem Carrollem přestěhovali do "Toyota Sports Center" v kalifornském El Segundo.

### Sezóna 2013/2014
Kvůli infekci byl Ten nucen odstoupit z jedné ze dvou soutěží série Grand Prix v sezóně 2013/2014 – "Skate America 2013". Na druhé soutěži – "Cup of China 2013" skončil na 4. místě. V únoru 2014 se zúčastnil olympijských her v Soči, kde se z devátého místa po krátkém programu posunul až na třetí příčku za Juzurem Hanjúem a Patrickem Chanem. Byla to první olympijská medaile z krasobruslení pro Kazachstán v historii.

### Po olympijské medaili ze Soči
Vrcholem sezóny 2014/15 se pro Tena stalo mistrovství čtyř kontinentů v Soulu. Vyhrál krátký program i volnou jízdu a získal zlatou medaili a stal se bronzovým medailistou na mistrovství světa v Šanghaji za suverénním duem Javier Fernández, Juzuru Hanjú. Od podzimu 2015 ho ale začala trápit zranění, kvůli kterým vzdal i obhajobu titulu z mistrovství čtyř kontinentů a nevyrovnal předchozí výsledky na mistrovstvích světa. Velkého domácího úspěchu ale dosáhl vítězstvím na Světové zimní univerziádě v Almaty.
V olympijské sezóně 2017/18 si poranil kotník a kvůli výpadkům v tréninku neuspěl na hrách v Pchjongčchangu, kde obsadil v krátkém programu až 27. místo a nepostoupil do volných jízd.
Pro sezónu 2018/19 se měl připravovat na konci července v Torontu, ale kvůli napadení, ke kterému došlo v jeho rodném Kazachstánu, se tak už nestalo.

## Smrt a reakce
Pětadvacetiletý Ten zemřel 19. července 2018 v Almaty v nemocnici po tom, co jej pobodali na ulici dva zloději. Muži se snažili ukrást zrcátka jeho auta a zasadili Tenovi hluboké rány. Poranili mu i stehenní tepnu a Ten ztratil 3 litry krve. Nepomohla ani rychlá operace a po třech hodinách Ten boj o život prohrál. K napadení došlo před patnáctou hodinou na křižovatce ulic Kurmangazy a Bajsetova. V 15:23 byl Ten rychlou záchrannou službou dopraven do Ústřední městské nemocnice ve stadiu klinické smrti. Policie začala případ vyšetřovat jako vraždu. Oba podezřelí muži, jeden ve věku 23 a druhý 24 let, byli zadrženi a hrozí jim doživotní vězení.
Pohřeb proběhl 21. července v Almaty. Tenova rakev byla vystavena v Paláci sportu Baluana Šolaka, kam se s ním přišli rozloučit přátelé, rodina i veřejnost. Smuteční shromáždění se konalo rovněž v Barys Areně v Astaně. Pohřben byl v osadě Družba v Almaty. Útočníci byli odsouzeni k osmnáctiletým trestům vězení.
Thomas Bach, předseda Mezinárodního olympijského výboru, na oficiální stránce MOV uveřejnil prohlášení o obrovské tragédii: „Denis Ten byl skvělý sportovec. Byl to srdečný člověk a šarmantní muž. Je to obrovská tragédie, že jsme ho v tak mladém věku ztratili.“ Ministr kultury a sportu Kazachstánu Arystanbek Mukhamediuly krátce před patnáctou hodinou uvedl, že „Denis byl výjimečnou osobností a legendou našeho sportu. Zemřel, ačkoliv o jeho život bojovali ti nejlepší doktoři. Je to velká ztráta pro jeho rodinu i pro všechny z nás, kteří jsme ho znali, milovali a obdivovali jeho výjimečnost.“ Klidný odpočinek Tenovi popřál na Twitteru také španělský vrcholový krasobruslař Javier Fernández.

## Vyznamenání
- Pamětní medaile 20. výročí nezávislosti Kazašské republiky – Kazachstán, 2011
- Řád cti – Kazachstán, 17. dubna 2014 – udělil prezident Nursultan Nazarbajev za vysoké sportovní úspěchy na Zimních olympijských hrách 2014 v Soči[42]

## Programy
| Sezóna    | Krátký program | Volná jízda | Exhibice                                                                                     |
| --------- | --- | --- | -------------------------------------------------------------------------------------------- |
| 2013–2014 | "Danse Macabre" hudba: Camille Saint-Saëns choreografie: Lori Nicholová | "The Lady and the Hooligan" hudba: Dmitrij Šostakovič choreografie: Lori Nicholová |                                                                                              |
| 2012–2013 | "The Artist" (soundtrack k filmu) hudba: Ludovic Bource: - "The Artist Overture" - "Waltz for Peppy" - "The Sound of Tears" - "L'ombre des larmes" choreografie: Lori Nicholová, Stéphane Lambiel | "The Artist" (soundtrack k filmu) hudba: Ludovic Bource: - "Happy Ending" - "George Valentin" - "Happy Ending" - "My Suicide" - "Peppy and George" choreografie: Lori Nicholová, Stéphane Lambiel | "Singin 'in the Rain" choreografie: Stéphane Lambiel                                         |
| 2011–2012 | "Elegie", op. 3 č.. 1 hudba: Sergej Rachmaninov | "Adios Nonino" hudba: Astor Piazzolla | "Per Te" hudba: Josh Groban "Cinema Paradiso" (soundtrack k filmu) hudba: Ennio Morricone    |
| 2010–2011 | "Primavera Porteño" hudba: Astor Piazzolla choreografie: Stéphane Lambiel | "Tanec mrtvých (Totentanz)" hudba: Franz Liszt choreografie: Lori Nicholová |                                                                                              |
| 2009–2010 | "Sing, Sing, Sing" hudba: Louis Prima choreografie: Taťjana Tarasovová | - "Pasodoble" - "Concierto de Aranjuez" hudba: Joaquín Rodrigo choreografie: Taťjana Tarasovová                                                                                                   | - "You Are Not Alone" - "Black Or White" hudba: Michael Jackson                              |
| 2008–2009 | - "Flamenco" - "Once Upon a Time in Mexico" (soundtrack k filmu) hudba: Brian Setzer choreografie: Taťjana Tarasovová                                                                             | "Klavírní koncert č.. 2 " hudba: Sergej Rachmaninov choreografie: Taťjana Tarasovová | "You Are Not Alone" "Black Or White" hudba: Michael Jackson - "Labutí jezero" - Techno hudba |
| 2007–2008 | - "Flamenco" - "Once Upon a Time in Mexico" (soundtrack k filmu) hudba: Brian Setzer choreografie: Taťjana Tarasovová                                                                             | Suita "Peer Gynt" hudba: Edvard Grieg choreografie: Taťjana Tarasovová |                                                                                              |
| 2006–2007 | Fantazie na téma opery "Faust" hudba: Charles Gounod | - "The Mask" (soundtrack k filmu Maska) hudba: Randy Edelman - "Moonlight Serenade" hudba: Glenn Miller - "Chattanooga Choo Choo" - "Summertime" hudba: George Gershwin                           |                                                                                              |

## Přehled výsledků
| Výsledky                                                                                     | Výsledky            | Výsledky            | Výsledky            | Výsledky            | Výsledky            | Výsledky            | Výsledky            | Výsledky            | Výsledky            | Výsledky            | Výsledky            | Výsledky            | Výsledky            | Výsledky            |
| Mezinárodní soutěže                                                                          | Mezinárodní soutěže | Mezinárodní soutěže | Mezinárodní soutěže | Mezinárodní soutěže | Mezinárodní soutěže | Mezinárodní soutěže | Mezinárodní soutěže | Mezinárodní soutěže | Mezinárodní soutěže | Mezinárodní soutěže | Mezinárodní soutěže | Mezinárodní soutěže | Mezinárodní soutěže | Mezinárodní soutěže |
| Akce                                                                                         | 2004/05             | 2005/06             | 2006/07             | 2007/08             | 2008/09             | 2009/10             | 2010/11             | 2011/12             | 2012/13             | 2013/14             | 2014/15             | 2015/16             | 2016/17             | 2017/18             |
| -------------------------------------------------------------------------------------------- | ------------------- | ------------------- | ------------------- | ------------------- | ------------------- | ------------------- | ------------------- | ------------------- | ------------------- | ------------------- | ------------------- | ------------------- | ------------------- | ------------------- |
| Zimní olympijské hry                                                                         |                     |                     |                     |                     |                     | 11.                 |                     |                     |                     | 3.                  |                     |                     |                     | 27.                 |
| Mistrovství světa                                                                            |                     |                     |                     |                     | 8.                  | 13.                 | 14.                 | 7.                  | 2.                  |                     | 3.                  | 11.                 | 16.                 | WD                  |
| Mistrovství čtyř kontinentů                                                                  |                     |                     |                     |                     | 9.                  | 10.                 |                     | 6.                  | 12.                 | 4.                  | 1.                  |                     |                     | 15.                 |
| GP Čínský pohár                                                                              |                     |                     |                     |                     |                     | 10.                 |                     |                     |                     | 4.                  |                     |                     |                     |                     |
| GP NHK Trophy                                                                                |                     |                     |                     |                     |                     |                     | 12.                 |                     |                     |                     |                     |                     |                     |                     |
| GP Ruský pohár                                                                               |                     |                     |                     |                     |                     |                     |                     |                     | 9.                  |                     |                     |                     |                     | 9.                  |
| GP Skate America                                                                             |                     |                     |                     |                     |                     |                     | 11.                 | 5.                  |                     | WD                  | 4.                  | 9.                  | WD                  |                     |
| GP Skate Canada                                                                              |                     |                     |                     |                     |                     | 7.                  |                     | 5.                  | 6.                  |                     |                     |                     |                     |                     |
| GP Trophée de France                                                                         |                     |                     |                     |                     |                     |                     |                     |                     |                     |                     | 3.                  | 4.                  | 2.                  | 8.                  |
| Volvo Open Cup                                                                               |                     |                     |                     |                     |                     |                     |                     |                     | 1.                  |                     |                     |                     |                     |                     |
| Nebelhorn Trophy                                                                             |                     |                     |                     |                     |                     |                     |                     | 9.                  | 7.                  |                     |                     |                     |                     |                     |
| Golden Spin                                                                                  |                     |                     |                     |                     |                     | 1.                  |                     | 2.                  |                     |                     | 1.                  | 1.                  | WD                  | 4.                  |
| NRW Trophy                                                                                   |                     |                     |                     | 1. J.               |                     | 4.                  |                     |                     |                     |                     |                     | 2.                  |                     |                     |
| Asijské hry                                                                                  |                     |                     |                     |                     |                     |                     | 1.                  |                     |                     |                     |                     |                     | 10.                 |                     |
| Istanbul Cup                                                                                 |                     |                     |                     |                     |                     |                     |                     | 1.                  |                     |                     |                     |                     |                     |                     |
| Coupe de Nice                                                                                |                     |                     | 1. N.               |                     |                     |                     |                     |                     |                     |                     |                     |                     |                     | 5.                  |
| Graz Ice Challenge                                                                           |                     |                     |                     |                     |                     |                     |                     |                     |                     | 1.                  |                     |                     |                     |                     |
| Merano Cup                                                                                   |                     |                     |                     |                     |                     |                     |                     |                     | 1.                  |                     |                     |                     |                     |                     |
| Zimní univerziáda                                                                            |                     |                     |                     |                     |                     |                     |                     |                     |                     | WD                  |                     |                     | 1.                  |                     |
| Mezinárodní juniorské soutěže                                                                |                     |                     |                     |                     |                     |                     |                     |                     |                     |                     |                     |                     |                     |                     |
| MS juniorů                                                                                   |                     |                     | 26.                 | 16.                 | 4.                  | 9.                  |                     | 4.                  |                     |                     |                     |                     |                     |                     |
| Finále GP juniorů                                                                            |                     |                     |                     |                     | 5.                  |                     |                     |                     |                     |                     |                     |                     |                     |                     |
| JGP Bělorusko                                                                                |                     |                     |                     |                     | 1.                  |                     |                     |                     |                     |                     |                     |                     |                     |                     |
| JGP Estonsko                                                                                 |                     |                     |                     | 10.                 |                     |                     |                     |                     |                     |                     |                     |                     |                     |                     |
| JGP Francie                                                                                  |                     |                     |                     |                     | 4.                  |                     |                     |                     |                     |                     |                     |                     |                     |                     |
| JGP Nizozemsko                                                                               |                     |                     | 10.                 |                     |                     |                     |                     |                     |                     |                     |                     |                     |                     |                     |
| JGP Rumunsko                                                                                 |                     |                     |                     | 6.                  |                     |                     |                     |                     |                     |                     |                     |                     |                     |                     |
| Nestle Cup                                                                                   |                     |                     |                     |                     |                     |                     | 1. J.               |                     |                     |                     |                     |                     |                     |                     |
| Hellmut Seibt                                                                                |                     |                     |                     | 1. J.               |                     |                     |                     |                     |                     |                     |                     |                     |                     |                     |
| Haabersti Cup                                                                                |                     |                     | 1. J.               |                     |                     |                     |                     |                     |                     |                     |                     |                     |                     |                     |
| Dragon Trophy                                                                                |                     |                     | 1. J.               |                     |                     |                     |                     |                     |                     |                     |                     |                     |                     |                     |
| Národní soutěže                                                                              |                     |                     |                     |                     |                     |                     |                     |                     |                     |                     |                     |                     |                     |                     |
| Mistrovství Kazachstánu                                                                      | 4.                  | 1.                  | 2.                  |                     |                     | 1.                  |                     | 1.                  | 1.                  | 1.                  | 1.                  | 1.                  | 1.                  |                     |
| GP = Grand Prix; JGP = Grand Prix juniorů; WD = odstoupil; Úroveň: N. = novice; J. = junioři |                     |                     |                     |                     |                     |                     |                     |                     |                     |                     |                     |                     |                     |                     |